# پادشاهی لهراسپ
«پادشاهی لهراسپ» سیزدهمین داستانِ پادشاهان و چهارمین پادشاهی کیان در شاهنامهٔ فردوسی است که دورانِ صدوبیست‌سالهٔ پادشاهیِ لهراسپ را داستان می‌کند.
کیخسرو چون از کار افراسیاب و توران فارغ گشته بود، سال‌ها بر نیمی از آسیا فرمان راند تا به‌سن شصت‌سالگی رسید. دغدغهٔ کیخسرو یک چیز بود که آن را نمی‌توانست بین سران و نام‌داران افشا کند، به همین سبب می‌خواست از عالم غیب به او الهام گردد؛ که عاقبت به‌واسطهٔ سروش راه به او نشان داده شد. کیخسرو بعد از پنج هفته دعا و نیایش شبانه‌روزی، در کاخ را گشود و نام‌آوران از جمله زال، رستم، طوس، گودرز و دیگران در جلسه‌ای مهم گرد کیخسرو جمع شدند تا وصیت او را بشنوند. هر گوشه‌ای از کشور بزرگ ایران به نام سرداری ثبت و لاک‌ومهر شد تا اینکه نوبت ایران و تاج‌وتخت‌اش رسید که بسیار حساسیت‌برانگیز بود. آنگاه کیخسرو فردی نه چندان نام‌آور به نام لهراسپ را احضار در حضور جمع تاج‌وتخت ایران را به او تفویض نمود. این امر با اعتراض حضار مواجه شد. زال‌پیر سخنگو و نمایده جمع برخاست و چنین گفت:
| از آن انجمن زال بر پای خاست   |  | بگفت آنچ بودش به دل رای راست |
| چنین گفت کای شهریار بلند      |  | سزد گر کنی خاک را ارجمند     |
| سر بخت آن‌کس پُر از خاک باد     |  | روان ورا خاک تریاک باد       |
| که لهراسپ را شاه خواند به داد |  | ز بی‌داد هرگز نگیریم یاد      |
| به ایران چو آمد به‌نزد زرسپ    |  | فرومایه‌ای دیدمش با یک اسپ    |

در ظاهر، کیخسرو با ادله و براهین، همه را قانع نمود تا پادشاهی لهراسپ بر ایران (بلخ) را بپذیرند، اما زال که عادت داشت شاهان ایران با دست او تفویض گردند تلویحاً موضوع را پذیرفت. در ادامهٔ ماجرا در شاهنامه این زال و رستم است که دشمن شماره یک لهراسپ، گشتاسپ و اسفندیار هستند. فرجام کار ایران و زابل همان نبرد معروف میان رستم و اسفندیار است در نبرد این دو پهلوان عاقبت اسفندیار مقتول و رستم مجروح می‌شود.